# Heather Stilwell
Heather Stilwell (1944 - 3 de dezembro de 2010) foi uma ativista política e ex-administradora escolar em Surrey, na Colúmbia Britânica. Uma fiel católica romana, era conhecida por suas opiniões opostas à homossexualidade, ao aborto e à educação sexual.